# Décès en janvier 1957
Décès
- 1953
- 1954
- 1955
- 1956
- 1957
- 1958
- 1959
- 1960
- 1961

Pour une information complémentaire, voir la page d'aide.

| Date       | Nom           | Pays              | Activités               | Âge | Source |
| ---------- | ------------- | ----------------- | ----------------------- | --- | ------ |
| 26 janvier | José Linhares | Drapeau du Brésil | Homme d'État brésilien. | 70  |        |